# RABL3
RABL3 (англ. RAB, member of RAS oncogene family like 3) – білок, який кодується однойменним геном, розташованим у людей на 3-й хромосомі. Довжина поліпептидного ланцюга білка становить 236 амінокислот, а молекулярна маса — 26 423.
| 10         |  | 20         |  | 30         |  | 40         |  | 50         |
| ---------- |  | ---------- |  | ---------- |  | ---------- |  | ---------- |
| MASLDRVKVL |  | VLGDSGVGKS |  | SLVHLLCQNQ |  | VLGNPSWTVG |  | CSVDVRVHDY |
| KEGTPEEKTY |  | YIELWDVGGS |  | VGSASSVKST |  | RAVFYNSVNG |  | IIFVHDLTNK |
| KSSQNLRRWS |  | LEALNRDLVP |  | TGVLVTNGDY |  | DQEQFADNQI |  | PLLVIGTKLD |
| QIHETKRHEV |  | LTRTAFLAED |  | FNPEEINLDC |  | TNPRYLAAGS |  | SNAVKLSRFF |
| DKVIEKRYFL |  | REGNQIPGFP |  | DRKRFGAGTL |  | KSLHYD     |  |            |

A: Аланін

C: Цистеїн

D: Аспарагінова кислота

E: Глутамінова кислота

F: Фенілаланін

G: Гліцин

H: Гістидин

I: Ізолейцин

K: Лізин

L: Лейцин

M: Метіонін

N: Аспарагін

P: Пролін

Q: Глутамін

R: Аргінін

S: Серин

T: Треонін

V: Валін

W: Триптофан

Білок має сайт для зв'язування з нуклеотидами, ГТФ. 